# UFC on Fuel TV: Nogueira vs. Werdum
The Ultimate Fighter Brazil 2 Finale: Nogueira vs. Werdum è stato un evento di arti marziali miste organizzato dalla Ultimate Fighting Championship che si è tenuto l'8 giugno 2013 al Ginásio Paulo Sarasate di Fortaleza, Brasile.

## Retroscena
La finale del reality show The Ultimate Fighter avrebbe dovuto essere la sfida tra William Macario e Santiago Ponzinibbio, ma quest'ultimo si ruppe la mano e venne sostituito dal semifinalista Leonardo Santos.
Con ben 8 vittorie per sottomissione questo evento mise a segno il nuovo record di evento UFC con il maggior numero di sottomissioni.

## Risultati
|                                                 | Divisione         |                    |                 |                          | Metodo                                      | Round           | Tempo           | Premio          |
| Card principale                                 | Card principale   | Card principale    | Card principale | Card principale          | Card principale                             | Card principale | Card principale | Card principale |
| ----------------------------------------------- | ----------------- | ------------------ | --------------- | ------------------------ | ------------------------------------------- | --------------- | --------------- | --------------- |
|                                                 | Pesi Massimi      | Fabrício Werdum    | batte           | Antônio Rodrigo Nogueira | Sottomissione (armbar)                      | 2               | 2:41            |                 |
| Finale del torneo The Ultimate Fighter Brazil 2 | Pesi Welter       | Leonardo Santos    | batte           | William Macario          | Sottomissione (triangolo di braccio)        | 2               | 4:43            |                 |
|                                                 | Pesi Mediomassimi | Thiago Silva       | batte           | Rafael Cavalcante        | KO (pugni)                                  | 1               | 4:29            | FOTN + KOTN     |
|                                                 | Pesi Welter       | Erick Silva        | batte           | Jason High               | Sottomissione (armbar triangolare)          | 1               | 1:11            | SOTN            |
|                                                 | Pesi Medi         | Daniel Sarafian    | batte           | Eddie Mendez             | Sottomissione (triangolo di braccio)        | 1               | 2:20            |                 |
|                                                 | Pesi Piuma        | Rony Jason         | batte           | Mike Wilkinson           | Sottomissione (triangolo)                   | 1               | 1:24            |                 |
| Card preliminare                                |                   |                    |                 |                          |                                             |                 |                 |                 |
|                                                 | Pesi Gallo        | Raphael Assunção   | batte           | Vaughan Lee              | Sottomissione (armbar)                      | 2               | 1:51            |                 |
|                                                 | Pesi Piuma        | Felipe Arantes     | batte           | Godofredo Pepey          | KO Tecnico (gomitate e pugni)               | 1               | 3:32            |                 |
|                                                 | Pesi Welter       | Ildemar Alcântara  | batte           | Leandro Silva            | Decisione unanime (30-27, 30-27, 30-27)     | 3               | 5:00            |                 |
|                                                 | Pesi Piuma        | Rodrigo Damm       | batte           | Mizuto Hirota            | Decisione non unanime (28-29, 29-28, 29-28) | 3               | 5:00            |                 |
|                                                 | Pesi Medi         | Caio Magalhães     | batte           | Karlos Vémola            | Sottomissione (rear naked choke)            | 2               | 2:49            |                 |
|                                                 | Pesi Medi         | Antônio Braga Neto | batte           | Anthony Smith            | Sottomissione (kneebar)                     | 1               | 1:52            |                 |

## Premi
I lottatori premiati ricevettero un bonus di 50.000 dollari.
Legenda:
- FOTN: Fight of the Night (vengono premiati entrambi gli atleti per il miglior incontro dell'evento)
- KOTN: Knockout of the Night (viene premiato il vincitore per la migliore vittoria tramite KO dell'evento)
- SOTN: Submission of the Night (viene premiato il vincitore per la migliore vittoria tramite sottomissione dell'evento)

## Incontri annullati
|                                                 | Divisione   |                      |        |                   | Motivo                                                              |
| ----------------------------------------------- | ----------- | -------------------- | ------ | ----------------- | ------------------------------------------------------------------- |
| Finale del torneo The Ultimate Fighter Brazil 2 | Pesi Welter | Santiago Ponzinibbio | contro | William Macario   | Ponzinibbio infortunato (mano fratturata)                           |
|                                                 | Pesi Welter | Erick Silva          | contro | John Hathaway     | Hathaway infortunato                                                |
|                                                 | Pesi Welter | Jason High           | contro | Ildemar Alcântara | High andò a sostituire John Hathaway nella sfida contro Erick Silva |
|                                                 | Pesi Medi   | Derek Brunson        | contro | Ronny Markes      | Markes fu coinvolto in un incidente                                 |